# República Albanesa (1925-1928)
La República Albanesa (en albanés: Republika Shqiptare), fue el nombre oficial del estado que suplantó al Principado de Albania tras la aprobación de una constitución republicana el 31 de enero de 1925, hasta la proclamación del Reino de Albania en septiembre de 1928. A pesar de que Albania era nominalmente independiente, se convirtió en un protectorado de facto del Reino de Italia tras la firma de los Tratados de Tirana en 1926 y 1927. Su único presidente, el autócrata Ahmet Zogu, fue proclamado rey de Albania al año siguiente, acontecimiento que puso fin a la efímera república.

## Historia
Después de derrotar al gobierno de Fan Noli, Ahmet Zogu convocó al parlamento para encontrar una solución para el principado sin corona de Albania . El Parlamento adoptó rápidamente una nueva constitución que designaba a Albania como república parlamentaria, con un presidente como jefe de Estado y de gobierno. El presidente estaba dotado de poderes casi dictatoriales. Podía nombrar y destituir ministros, vetar leyes, nombrar a todo el personal administrativo importante y elegir un tercio de los miembros del Senado.
El 31 de enero de 1925, Zog fue elegido presidente por un período de siete años por la Asamblea Nacional, antes de su proclamación como rey de los albaneses. Gobernó Albania utilizando cuatro gobernadores militares y nombró jefes de clan como oficiales del ejército de reserva que estaban de guardia para proteger al régimen contra amenazas internas o externas. También mantuvo buenas relaciones con el régimen fascista de Benito Mussolini en Italia y apoyó la política exterior de Italia.
A principios de 1925, se iniciaron una serie de reformas centradas en la economía, pero los resultados fueron desiguales. Algunas de las reformas incluyeron la organización de iniciativas privadas en la industria, la construcción y el transporte. Ese mismo año se acuñó la primera moneda albanesa, la Franga de oro albanesa. El capital extranjero se introdujo como parte de la política oficial del gobierno, pero el objetivo del régimen de Zogu era en realidad fortalecer el poder personal y enriquecer a sus partidarios. El capital extranjero, préstamos y otras formas, se utilizó como herramienta para proporcionar ingresos al régimen y luego se utilizó para superar las crisis económicas.
Las reformas se produjeron a costa de la libertad personal. El régimen de Zog era un estado policial en el que no se toleraba la oposición y las libertades civiles eran prácticamente inexistentes. La prensa también fue estrictamente censurada durante el régimen.
Aproximadamente en esta época se crearon catorce nuevas sociedades, con un capital inicial de 7,6 millones de francos oro, aproximadamente un 28% más que el capital de las sociedades en el período 1921-1924. En 1928, el número de empresas llegó a 127 y el capital interno era seis veces mayor que en 1927, mientras la economía comenzaba a estabilizarse.
En 1925 se creó el Banco Nacional de Albania y se le concedieron concesiones a inversores italianos. El Estado albanés tenía una participación del 49% del banco, mientras que Italia tenía una participación del 51%. En estas condiciones, Italia ganó una posición más fuerte en Albania. Durante el período 1925-1928, el gobierno albanés también aumentó significativamente sus costos.
En 1925 se creó la sociedad SVEA (Sociedad para el Desarrollo Económico de Albania), que ayudó a facilitar un préstamo a Albania por valor de 50 millones de francos oro. En 1927, el préstamo se estimaba en 65 millones de francos oro. El interés anual de este préstamo a 40 años fue del 7,5%. Los montos de reembolso consistieron en entre el 30% y el 40% de los ingresos de todo el país. 
En 1925, acuerdos entre agencias financieras albanesas (como SVEA) y grupos financieros italianos financiaron el 96,4% de los proyectos de construcción de carreteras en Albania. Estos préstamos no eran exclusivamente para las necesidades económicas inmediatas del país, sino para crear las condiciones para una mayor penetración de capital extranjero en el país. También se reorganizaron las responsabilidades departamentales del gobierno para aumentar la construcción de carreteras.
En 1928, los feudos ocupaban una superficie de 200.000 hectáreas (100.000 eran feudos privados). Berat era la ciudad con mayor número de feudos, con unos 36.000.
La infraestructura estuvo mal mantenida durante este período. Las carreteras sólo podían transportar vehículos más ligeros, mientras que los puentes en mal estado obstaculizaban el transporte de automóviles. El transporte marítimo lo realizaban principalmente empresas extranjeras. El transporte aéreo postal estaba a cargo de italianos. El comercio era el elemento más importante de la economía y durante este tiempo creció la circulación de bienes. Las materias primas y el ganado fueron las principales exportaciones.[cita requerida]
Muchas empresas italianas, inglesas, francesas y estadounidenses comenzaron a hacer negocios en el mercado albanés, y fueron ayudadas por acuerdos comerciales o mediante inversiones directas.[cita requerida]
La posición de Italia se vio aún más reforzada por el Tratado de Comercio Marítimo, que otorgó al estado el estatus de "nación más favorecida". Esto legalizó el monopolio italiano sobre el comercio exterior.[cita requerida]

## Influencia italiana
A cambio de ayudar en la invasión de Zogu, Belgrado esperaba un pago en forma de territorio e influencia en Tirana . Aunque Zogu prometió concesiones fronterizas a Belgrado antes de la invasión, el líder albanés continuó presionando para que se defendieran las propias reivindicaciones territoriales de Albania. El 30 de julio de 1925, las dos naciones firmaron un acuerdo que devolvía el Monasterio de San Naum en el lago Ohrid y otras zonas fronterizas en disputa a Yugoslavia . Yugoslavia, sin embargo, nunca cosechó los dividendos que esperaba cuando invirtió en Zogu. Rechazó Belgrado y dirigió a Albania hacia Italia en busca de protección.
Los defensores italianos de la expansión territorial en Albania ganaron fuerza en octubre de 1922, cuando Benito Mussolini tomó el poder en Roma . Sus partidarios fascistas emprendieron un programa descarado destinado a establecer un nuevo imperio romano en la región del Mediterráneo que rivalizaría con Gran Bretaña y Francia. Mussolini vio a Albania como un punto de apoyo en los Balcanes y, después de la guerra, las grandes potencias reconocieron efectivamente un protectorado italiano sobre Albania.
En mayo de 1925, Italia inició una penetración en la vida nacional de Albania que culminaría catorce años después con su ocupación y anexión de Albania. El primer paso importante en este proceso fue un acuerdo entre Roma y Tirana que permitió a Italia explotar los recursos minerales de Albania. Pronto, el parlamento de Albania acordó permitir que los italianos fundaran el Banco Nacional de Albania, que actuaba como el tesoro albanés a pesar de que su oficina principal estaba en Roma, y los bancos italianos lo controlaban efectivamente. Los albaneses también otorgaron a las compañías navieras italianas el monopolio del transporte de mercancías y pasajeros hacia y desde Albania.
A finales de 1925, la Sociedad para el Desarrollo Económico de Albania, respaldada por Italia, comenzó a prestar al gobierno albanés fondos a altas tasas de interés para proyectos de transporte, agricultura y obras públicas, incluido el palacio de Zogu. Al final, los préstamos resultaron ser subsidios.
A mediados de 1926, Italia se propuso ampliar su influencia política en Albania, pidiendo a Tirana que reconociera el interés especial de Roma en Albania y aceptara instructores italianos en el ejército y la policía. Zogu resistió hasta que un levantamiento en las montañas del norte presionó al líder albanés para concluir el Primer Tratado de Tirana con los italianos el 27 de noviembre de 1926. En el tratado, ambos estados acordaron no celebrar ningún acuerdo con ningún otro estado que sea perjudicial para sus intereses mutuos. En efecto, el acuerdo garantizaba la posición política de Zogu en Albania, así como la integridad territorial del país.
En noviembre de 1927, Albania e Italia firmaron una alianza defensiva, el Segundo Tratado de Tirana, que reunió a un general italiano y unos cuarenta oficiales para entrenar al ejército albanés. Los expertos militares italianos pronto comenzaron a instruir a grupos de jóvenes paramilitares. Tirana también permitió a la marina italiana acceder al puerto de Vlorë, y los albaneses recibieron grandes entregas de armamento desde Italia.